# Вале Ломелина
Ва̀ле Ломелѝна (на италиански: Valle Lomellina, на местен диалект: Vàl, Вал) е село и община в Северна Италия, провинция Павия, регион Ломбардия. Разположено е на 101 m надморска височина. Населението на общината е 2241 души (към 2010 г.).